# Tiszalök
Tiszalök város Szabolcs-Szatmár-Bereg vármegyében, a Tiszavasvári járásban található.

## Fekvése
A Hajdúhát északi részén és Szabolcs-Szatmár-Bereg vármegye északnyugati részén található, a Tisza bal partján. A térség jelentősebb települései közül Tiszavasvári 7,5, Hajdúnánás 20, Tiszaeszlár 10,5, Rakamaz 23,5, a megyeszékhely Nyíregyháza pedig 25,5 kilométer távolságra található.
Különálló településrészei: Újtelep, Hajnalos és Kisfástanya, melyek mindegyike a központjától keletre fekszik.
A környező települések közül Nagycserkesszel a 3612-es, Tiszavasvárival a 3632-es, Tiszaeszlárral a 3633-as és 3634-es utak kötik össze.
A hazai vasútvonalak közül a 109-es számú Debrecen–Tiszalök-vasútvonal érinti, melynek egy megállási pontja van itt, Tiszalök vasútállomás (ezt közúton a 36 315-ös számú mellékút szolgálja ki).
Áthalad az állomáson a MÁV 117-es számú Ohat-Pusztakócs–Görögszállás-vasútvonala is; utóbbi vonalnak további két megállója is volt Tiszalök területén: Hajnalos megállóhely és Kisfástanya megállóhely, mindkettő a névadó településrész közelében.

## Története
Tiszalök nevét 1325-ben említik először az oklevelek Loktelek néven, az 1332-37. évi pápai tizedlajstromban viszont már Luk alakban írták, 1450-ben pedig a leleszi országos levéltár oklevelében már Lök néven találjuk.
A településnek a 15. században (amelynek első felében Zemplén vármegyéhez tartozott) több birtokosa is volt: így 1405-ben a Dobay, 1417-ben az Ibrányi és a Jonhos, 1414-ben a Lónyai, 1429-ben a Székely, 1435-ben a Kállay, 1446-ban a Sztritey, 1449-ben a Várday és a ruszkai Dobó családok voltak birtokosai. 1452-ben a település birtokosa az ónodi Czudar, majd a sárvány Újfalusi, eszlári és pinczi Jonhos család.[forrás?] Egy 1469-ből származó, a Kállay család levéltárában őrzött oklevél pedig Nagy- és Kis-Lök néven írta nevét. A 18. század második és a 19. század első felében a település birtokosaként a Kállay, a Patay, az Ónody és a Vay családokat találjuk. A 20. század elején gróf Dessewffy Miklós, báró Vay Arnold, báró Vay Miklós, Korniss Ferenc és Szomjas Gusztáv volt birtokosa.
1849-ben az orosz sereg gyújtotta fel és rabolta ki a települést, 1855-ben, 1876-ban és 1888-ban pedig árvíz pusztított Tiszalökön.
Az 1900-as évek elején a településhez tartozott Hajnalos, Lajostanya, Miklósműve, Képhalma, Kisfás- és Nagyfás-tanya, valamint Rázom puszta is.
1951-53 között az ÁVH internálótábort működtetett itt. A tábor rabállományát többségében a szovjetunióbeli hadifogságból visszatérő magyarországi „népi németek” (Volksdeutsch, úgynevezett svábok) adták, akik a Waffen SS-ben szolgáltak. A rabok főleg a vízerőmű építkezésén dolgoztak.
A lakosság környezetszépítő munkájának eredményeképp elnyerte a megye legszebb települése pályázatot.
1893-ban a közigazgatást átszervezték, így Tiszalök elvesztette mezővárosi rangját.  Majd a városi rangot 1992. március 6-án nyerte vissza, amelyet Göncz Árpád véglegesített Tiszalökön. Video: https://www.youtube.com/watch?v=xcw1NTYZhnU
2009. április 22-én egy rasszista gyilkosságsorozat egyik gyilkosságának helyszíne volt a település, a Nefelejcs utcában aznap este az éppen munkába tartó 54 éves Kóka Jenőt agyonlőtték.

## Közélete

### Polgármesterei
- 1990–1994: Király Sándor (független)[5]
- 1994–1998: Király Sándor (független)[6]
- 1998–2002: Drótos Vince (FKgP-Fidesz-MDF-KDNP)[7]
- 2002–2006: Kovács Gábor (független)[8]
- 2006–2007: Kovács Gábor (független)[9]
- 2007–2010: Gömze Sándor Attila (Fidesz)[10]
- 2010–2014: Gömze Sándor Attila (Fidesz-KDNP)[11]
- 2014–2019: Gömze Sándor Attila (Fidesz-KDNP)[12]
- 2019–2024: Gömze Sándor Attila (Fidesz-KDNP)[13]
- 2024– : Dr. Gáll Gabriella (független)[1]

A településen 2007. december 9-én időközi polgármester-választást tartottak, az előző polgármester lemondása miatt.

## Népesség
A település népességének változása:
| Lakosok száma | 5883 | 5665 | 5485 | 5441 | 5395 | 5234 | 5188 | 6107 | 5373 | 5347 |
|               | 2008 | 2010 | 2013 | 2014 | 2015 | 2018 | 2021 | 2022 | 2023 | 2024 |

2001-ben a város lakosságának 98%-a magyar, 2%-a cigány nemzetiségűnek vallotta magát.
A 2011-es népszámlálás során a lakosok 91,8%-a magyarnak, 12,4% cigánynak, 0,3% németnek, 0,2% románnak mondta magát (8,1% nem nyilatkozott; a kettős identitások miatt a végösszeg nagyobb lehet 100%-nál). A vallási megoszlás a következő volt: római katolikus 18,6%, református 24,4%, görögkatolikus 4%, evangélikus 0,2%, felekezeten kívüli 27,2% (24,2% nem válaszolt).
2022-ben a lakosság 91,8%-a vallotta magát magyarnak, 7,8% cigánynak, 0,4% németnek, 0,4% románnak, 0,2% ukránnak, 0,1-0,1% ruszinnak, szlováknak és lengyelnek, 2% egyéb, nem hazai nemzetiségűnek (7,9% nem nyilatkozott; a kettős identitások miatt a végösszeg nagyobb lehet 100%-nál). Vallásuk szerint 13,1% volt római katolikus, 21% református, 4,6% görög katolikus, 1,9% egyéb keresztény, 0,5% evangélikus, 0,1% izraelita, 0,1% ortodox, 23,4% felekezeten kívüli (34,4% nem válaszolt).

## Hírességei
- Bónis Sámuel
- Mosonyi Emil, az erőmű fő építője
- Teleki Blanka
- Vilt Tibor
- Bereczki Krisztián NAC Junior világbajnok testépítő

### Itt születettek/éltek
- 1838. június 27-én Tóth Sámuel református teológiai tanár
- 1886. február 15-én Somló Lipót költő, lapszerkesztő
- 1893. június 14-én Vay Miklós magyar földbirtokos, mezőgazdász, vállalkozó, országgyűlési képviselő
- 1940. január 8-án Hankó Ildikó magyar antropológus, újságíró
- 1950. szeptember 29-én D. Nagy Lajos a Bikini együttes énekese
- 1955. október 16-án Benkő Tibor honvédelmi miniszter
- 1959. november 12-én Bolek Zoltán, a Magyar Iszlám Közösség elnöke
- 1961. november 29-én Simicskó István volt honvédelmi miniszter
- 1985-ben Szentesi Éva író

## Nevezetességei

### Templomok
- Református temploma a 18. században épült. ( a templomot a második világháborúban visszavonuló német csapatok felrobbantották)
- Római katolikus temploma 1887-ben épült. ( a templomot a második világháborúban visszavonuló német csapatok felrobbantották)

### Vízerőmű
A tiszalöki vízlépcső a Tisza szabályozásának során megépített első jelentős méretű műtárgy. Építésének terve már 1863-ban megfogalmazódott. A vízlépcső 1954-ben, a hajózsilip 1958-ban készült el.
A kiviteli tervekkel megegyezően egyszerre készült el építészetileg mind a duzzasztómű, mind a villamos energia termelésére alkalmas vízerőmű. A Keleti-főcsatorna a duzzasztóműből kapja a vizét.
Ez a vízerőmű abban a korban az ország legnagyobb vízenergiát hasznosító turbináinak biztosított üzemeltetési körülményeket, tette lehetővé elkészülte után a duzzasztás révén rendelkezésre álló vízenergia hasznosítását villamos energia termelésére.
A vízügyi létesítmények elkészültét követően csak két évvel később kezdte el Tiszalökön az első blokk az energia termelését.
A vízerőművet 1959-ben helyezték üzembe.

### Egyéb
- Parkerdő, azaz arborétum: a 31 hektáros területen mintegy 260-féle különböző érdekes növényfajta található. A Tiszántúli Környezetvédelmi és Vízügyi Igazgatóság (TIKÖVIZIG) saját kezdeményezésből hozta létre, a fák telepítése három ütemben történt: 1963-1967, 1972-1977, 1977-1987. években.
- Schwarcz Ádám, művésznevén beton.hofi magyar zenész 2022-ben megjelent második lemezén az egyik dal a település nevét viseli.[18]

## Alaprajza
A község régebbi, ősi település része az északi részen található közel a töltéshez, és itt volt a régi községháza is. Emellett a római katolikus templom és a református templom (a második világháborúban visszavonuló német csapatok felrobbantották) is itt található. A községben fellelhető kisebb zsidó közösség zsinagógája is itt volt (a közösség az 50-es években megszűnt és a zsinagógát elbontották). Az ősi településrésznél a beépítettség igen magas volt, mivel a házak ereszei összeértek és ez komoly gondot okozott tűz esetén, mivel ekkor a fél falu leégett. Ma már a régi házakat nagyrészt lebontották, és több telekből alakítottak ki új házhelyeket. Ezen településrészen található a város kulturális életében fontos szerepet játszó művelődési ház.
A város mai központja 1970-ben jött létre, mikor a községháza átköltözött ide. Ma népsűrűség szerint a Kossuth út középső része a legsűrűbben lakott, mivel itt a 20. században panelházak épültek. Ezen felül ma itt található több alapfunkciót ellátó épület (egészségügyi központ, gyógyszertár, bank) és központi funkciót ellátó létesítmény (boltok, üzletek)

## Gazdasága
- Vízlépcső
- Szennyvíztisztító telep
- Lakópark
- A város mellett működik az ország első PPP konstrukcióban épült 700 férőhelyes „magánbörtöne”, a Tiszalöki Országos Büntetés-végrehajtási Intézet.[20]

## Rendezvények

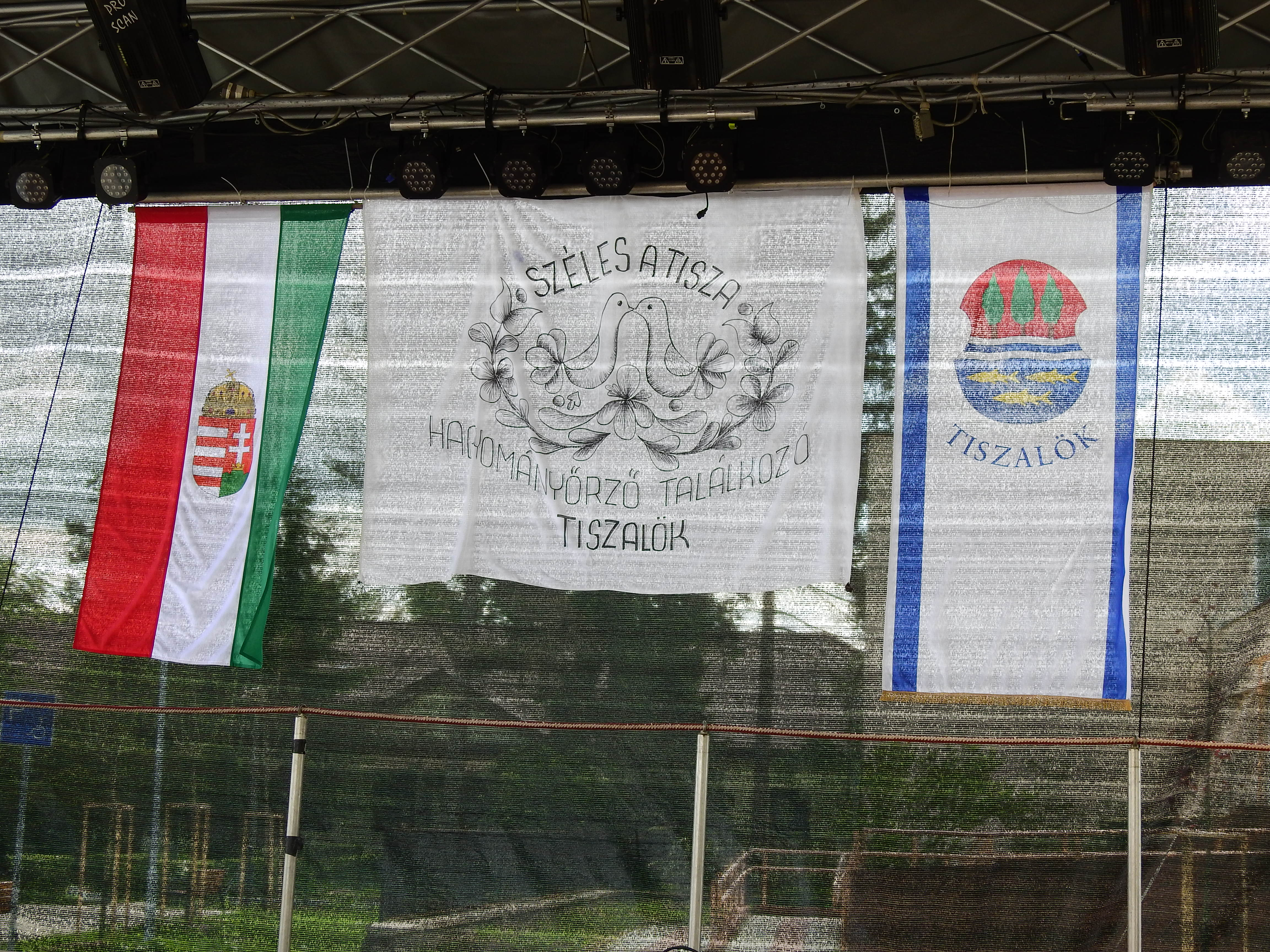
"Széles a Tisza" térségi hagyományőrző találkozó

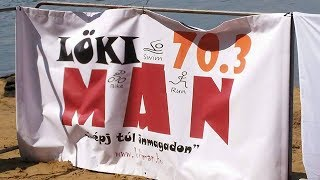
Löki Man Triatlon

"Széles a Tisza" térségi hagyományőrző találkozó és népi ételek főzőversenye
A rendezvényt minden évben a május-július közötti időszakban rendezik meg, amikor különböző helyi és nem helyi főzőcsapatok versenyeznek ételeikkel. Napközben változatos programok szórakoztatják a közönséget. 2019-től a fesztivált Tiszalök megújult főterén tartják.
Városnap
A városnap és főzőverseny július-augusztus közötti időszakban van a Teleki Blanka Gimnázium (Tiszalök, Ady utca 35.) udvarán, melyre változatos programokkal készülnek a szervezők.
"Lökiman" triatlon
Középtávú és rövidtávú amatőr kupa, amelyet minden évben júniusban rendeznek meg Tiszalök több helyszínén. Két távon versenyezhetnek a jelentkezők: a középtáv 1900 méter úszást, 90 kilométer kerékpározást és 21 097 méter (félmaraton) futást jelent; a másik pedig az olimpiai táv, amely 1500 méternyi úszást, 40 kilométernyi kerékpározást és kereken 10 000 méternyi futást foglal magában.
Nemzetközi alkotótábor
A 10 napos táborban a festeni vágyók a legnagyobb szenvedélyükkel foglalkozhatnak. Rengeteg festeni való téma van itt a Tisza környékén, amelyet megörökíthetnek. Ez a 10 nap lehetőség ad arra, hogy a művészek kísérletezzenek és egymástól új dolgokat tanulhassanak meg. 2019-ben a 20. Alkotótábor kerül megrendezésre. 

## Képek

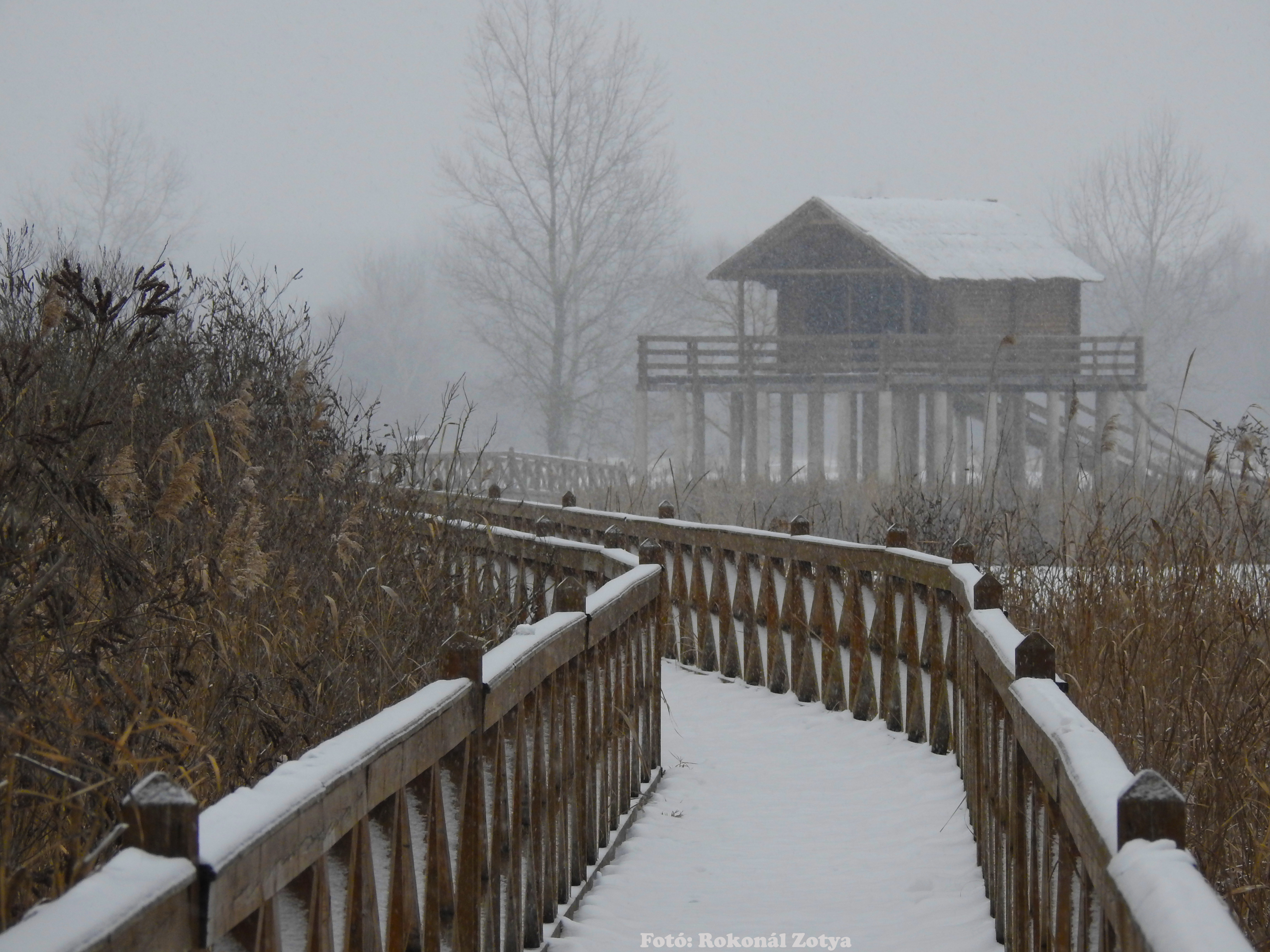
A kilátóhoz vezető fahíd a Kis-Tisza Ökocentrumban
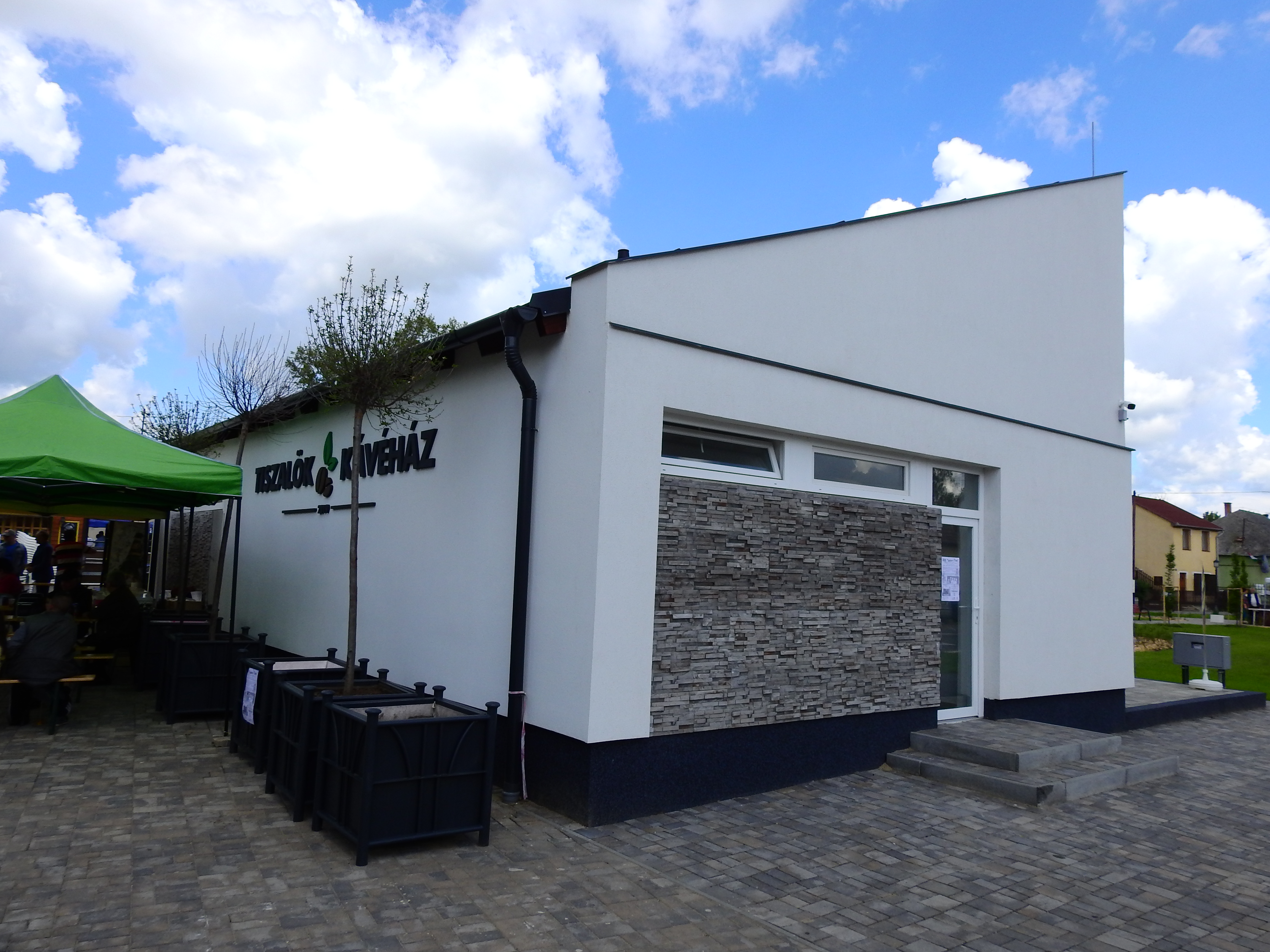
Kávéház Tiszalök központjában
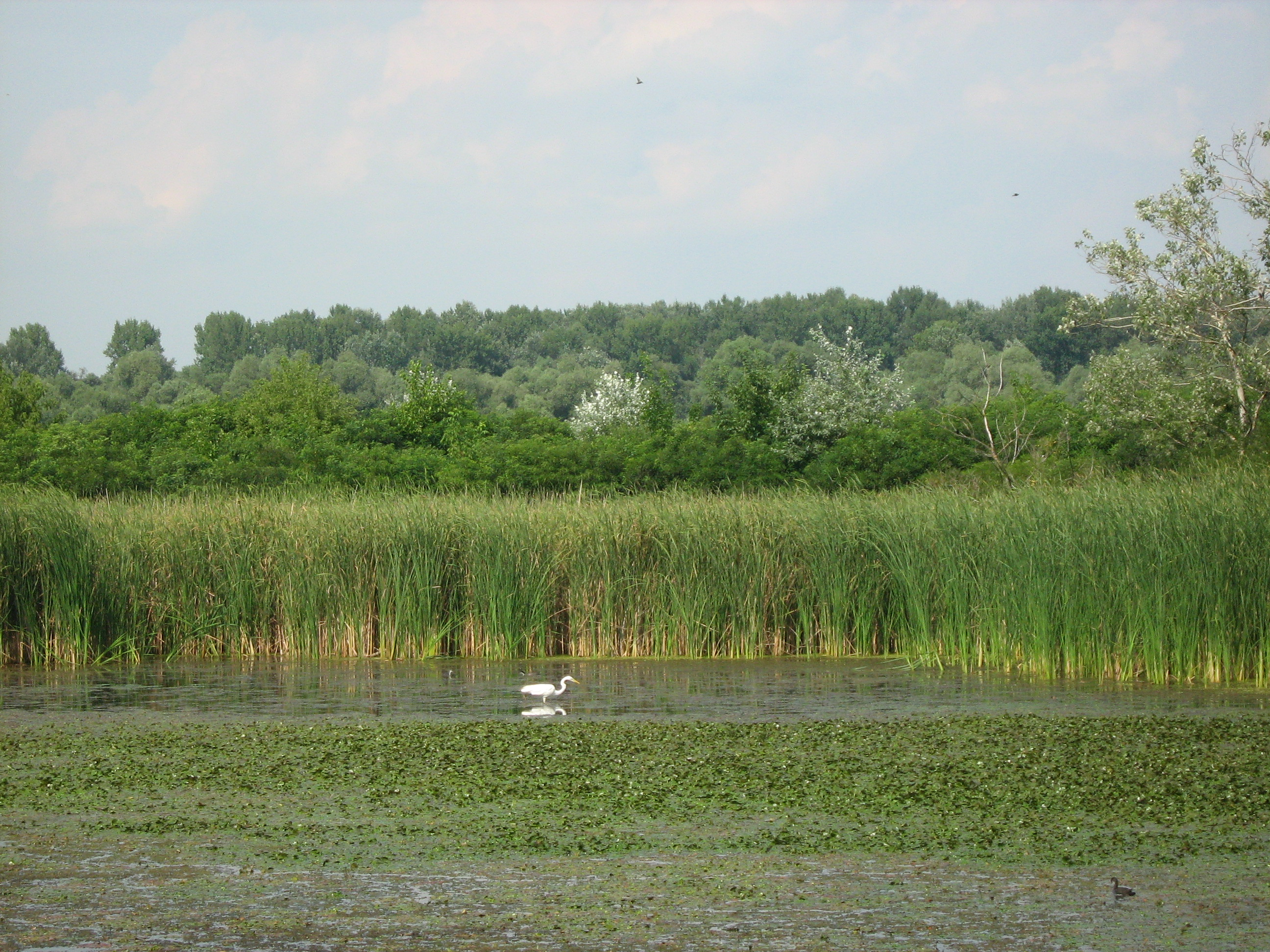
Tiszalök-Holt-Tisza
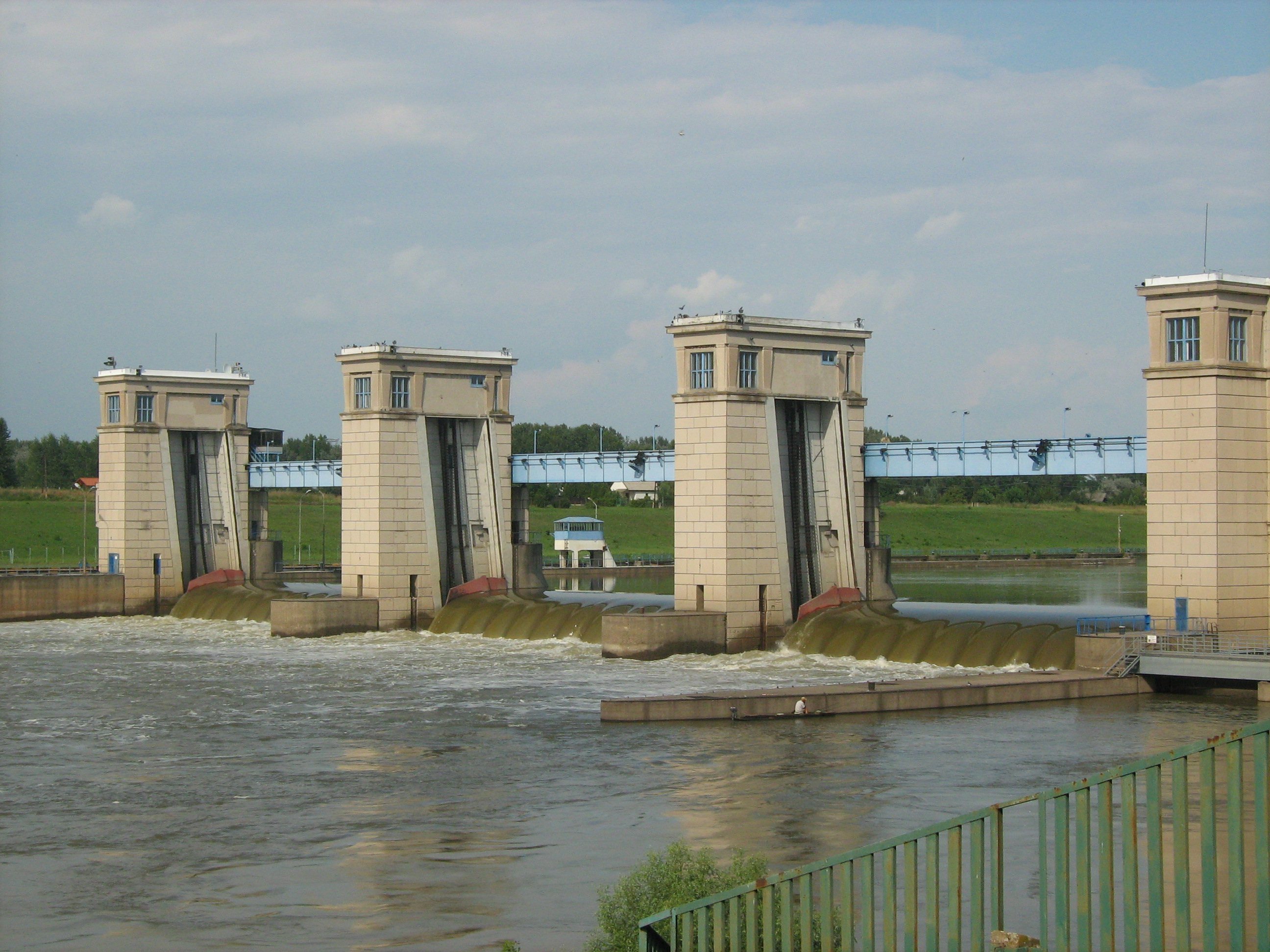
Tiszalök - Erőmű
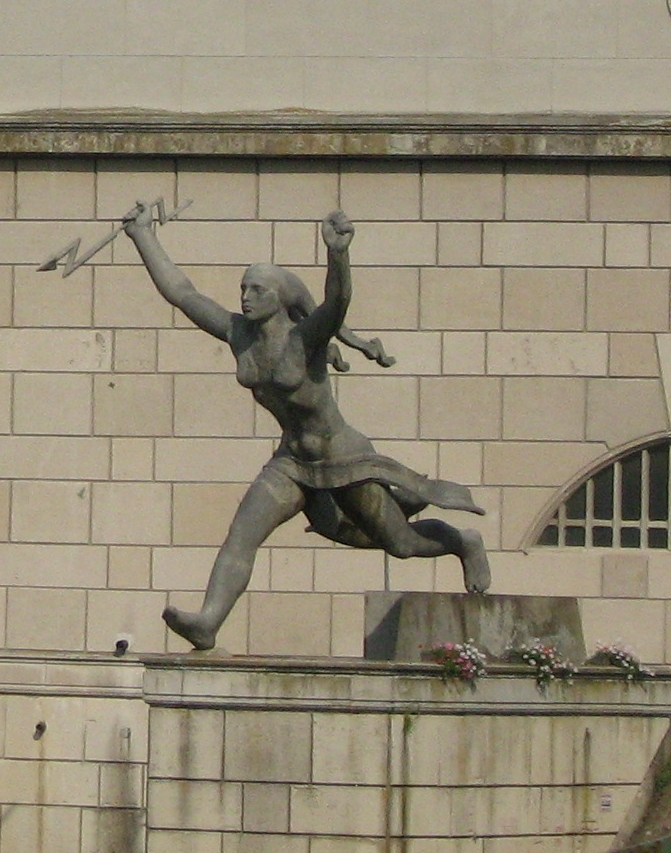
Tiszalök -Erőmű - "Zsuzsi szobor" a vízbefulladt vízhordó kislányról mintázták
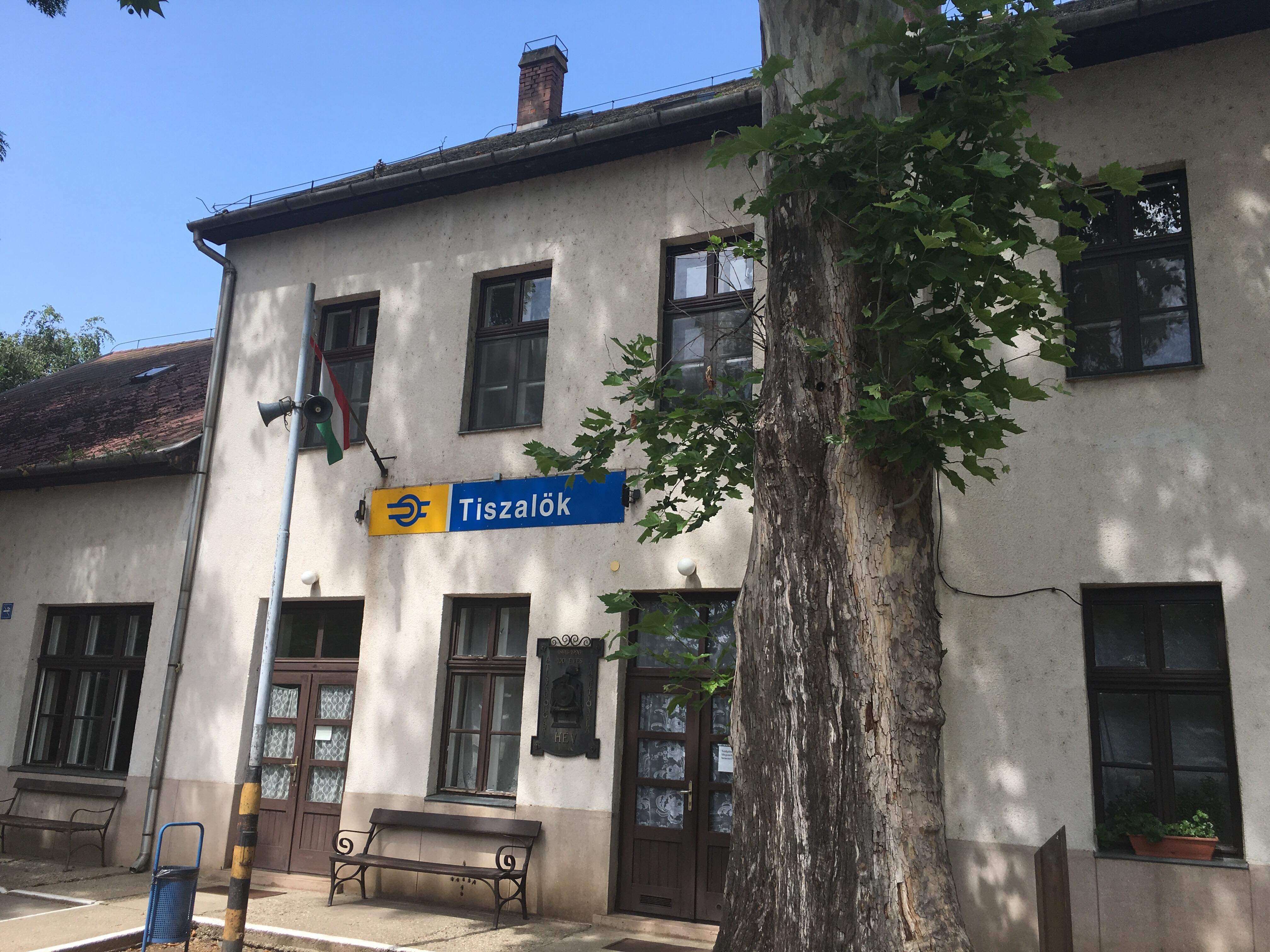
Vasútállomás Tiszalökön
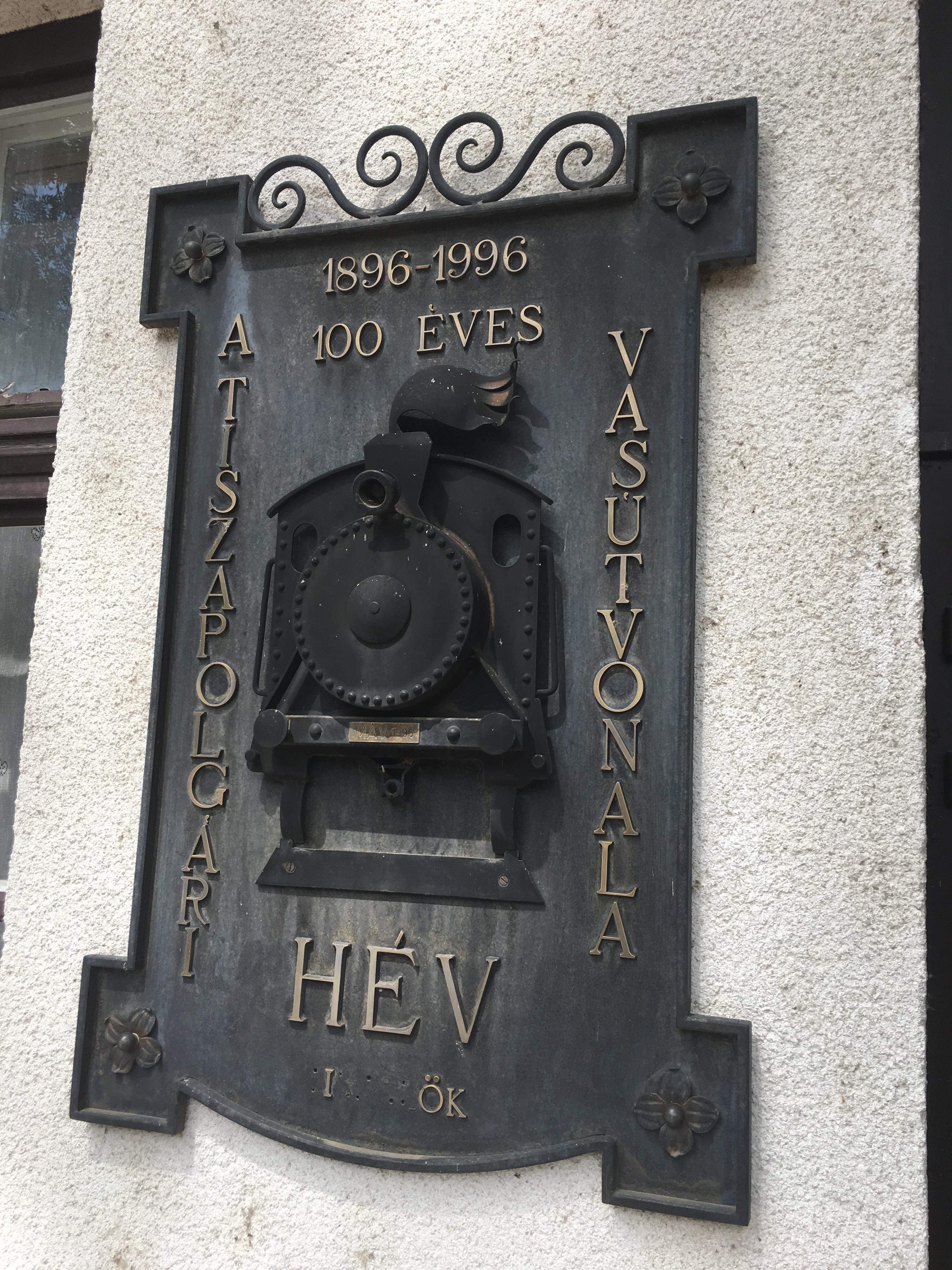
100 éves a tiszalöki vasútállomás
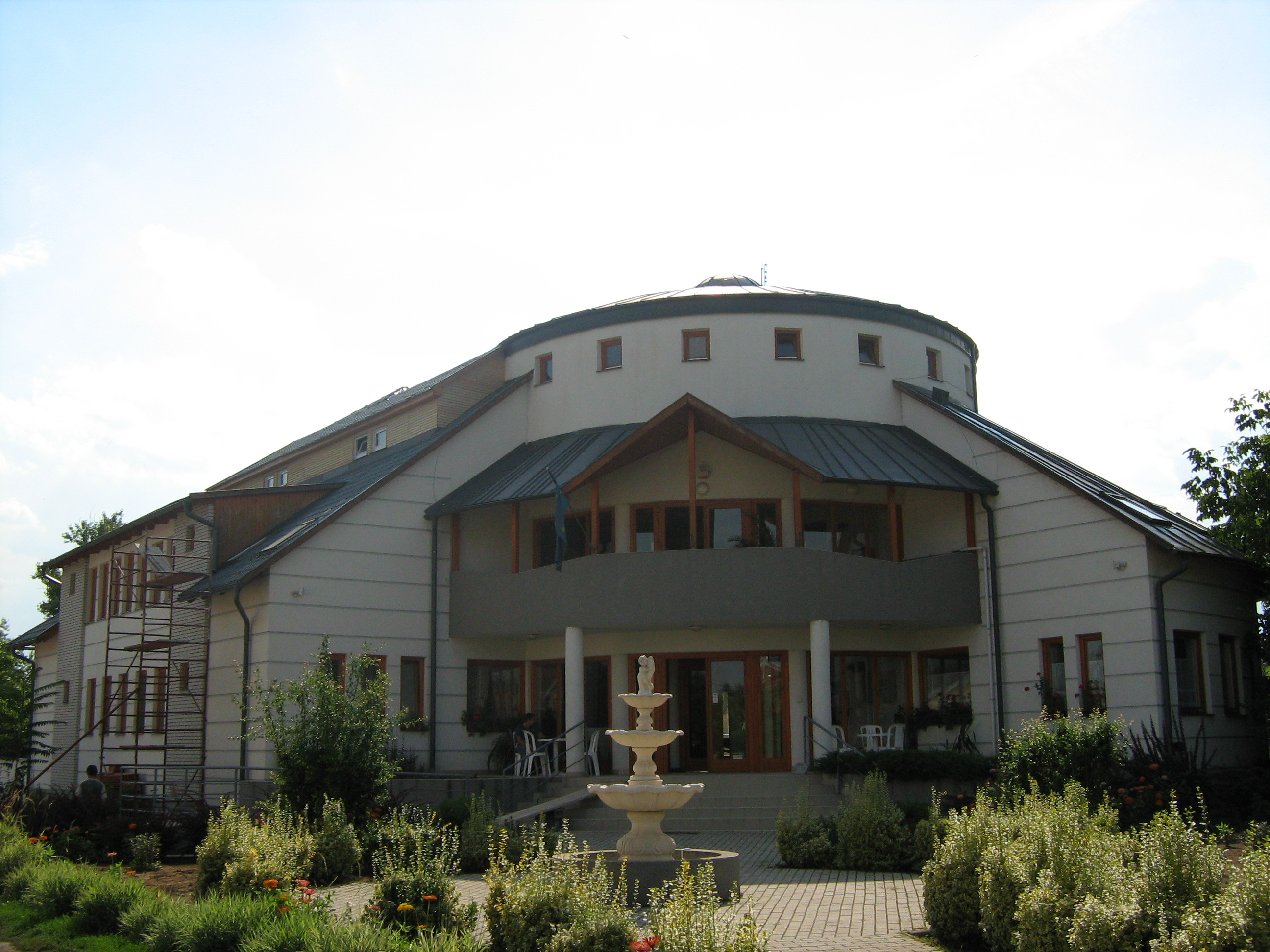
Ifjúsági Ház
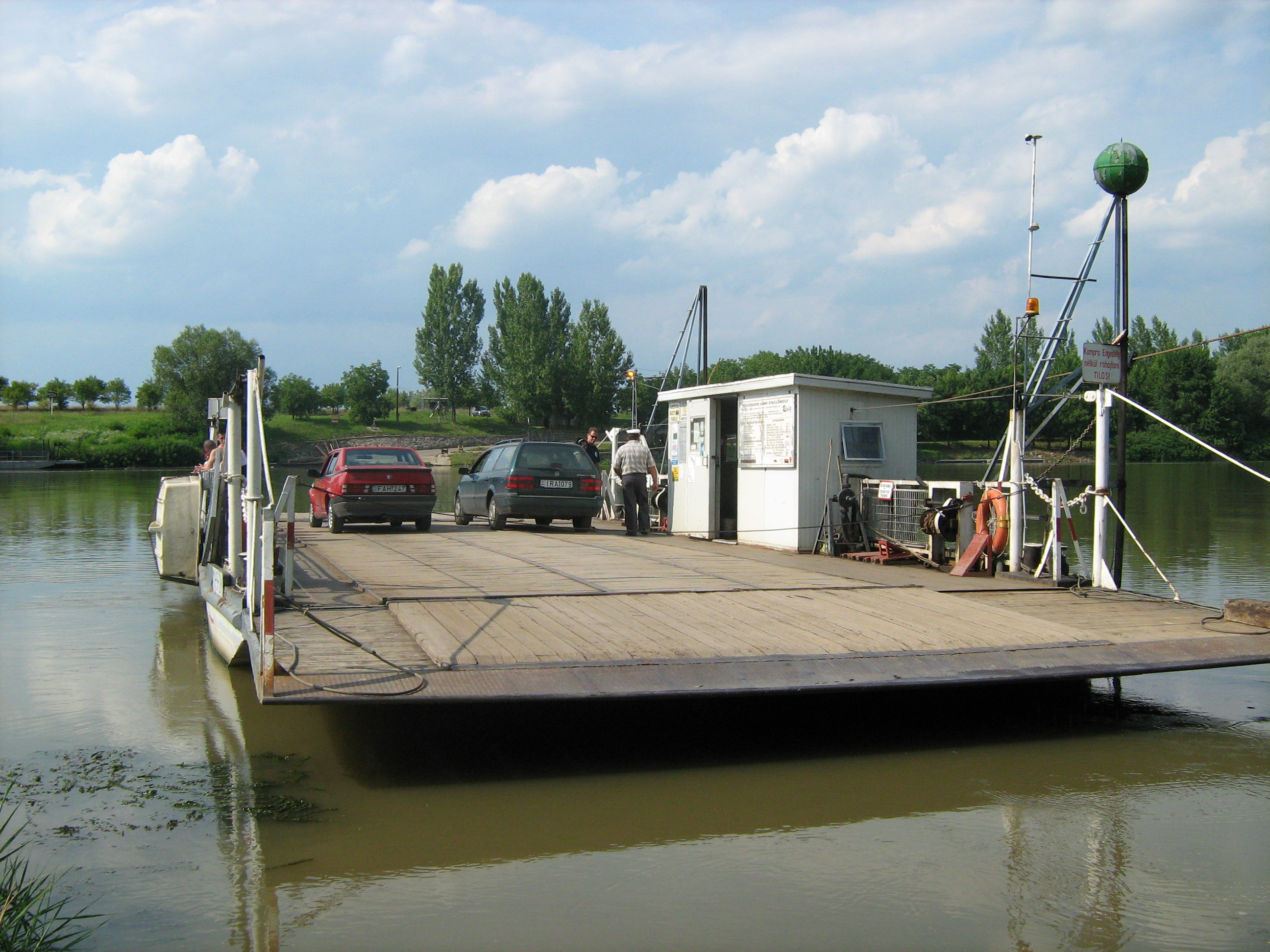
A komp Tiszalöknél
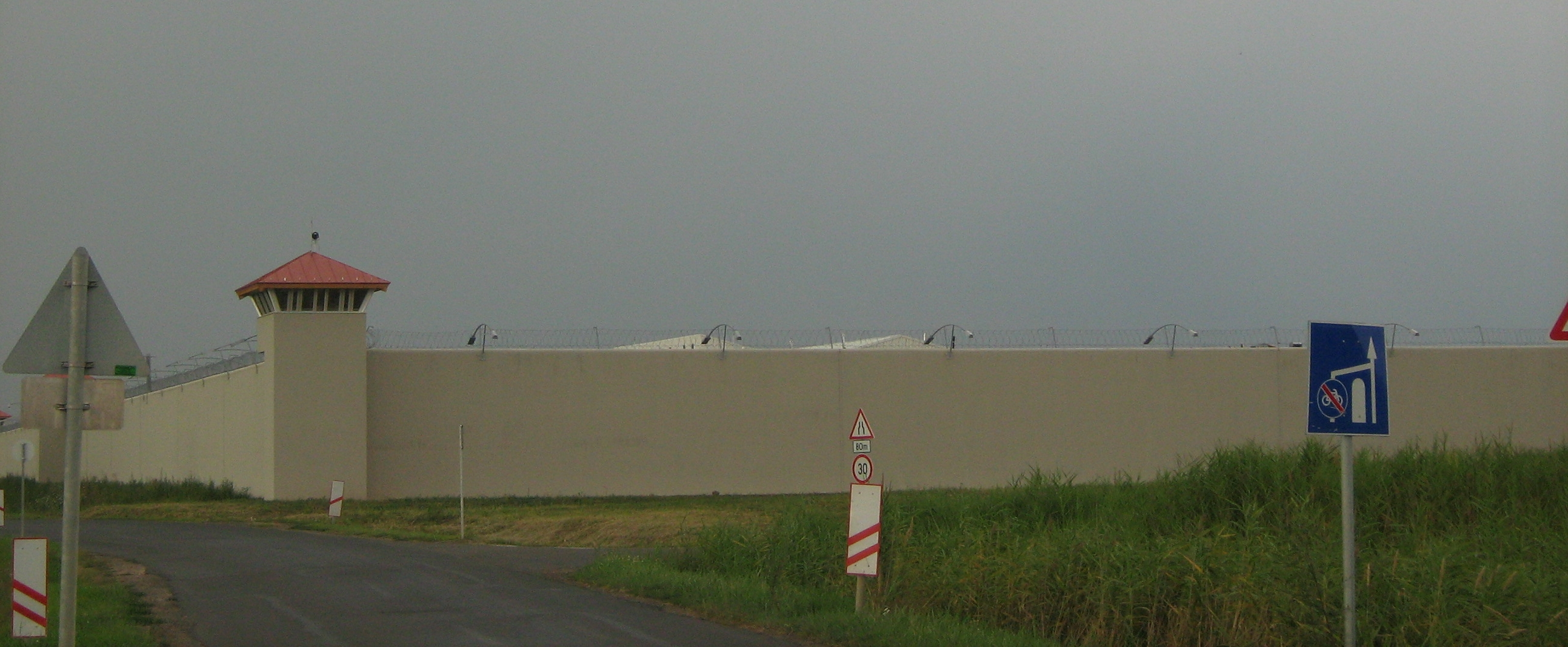
Az „erőd”, az ország első nem állami börtöne